# Fox Chase
Fox Chase – miasto w Stanach Zjednoczonych, w stanie Kentucky, w hrabstwie Bullitt.